# Aleksandra Żurawska
Aleksandra Żurawska, född 6 juni 1998 i Sztum, är en polsk volleybollspelare (libero) som spelar för Roleski Grupa Azoty PWSZ Tarnów.

## Karriär
Żurawska började spela volleyboll i Orzeł Malbork och gick därefter till SMS PZPS Szczyrk. Inför säsongen 2017/2018 gick Żurawska till Joker Świecie. Hon spelade tre säsonger för klubben i I liga (andra divisionen) och blev mästare både 2019 och 2020.
Inför säsongen 2020/2021 gick Żurawska till Grupa Azoty Chemik Police. Hon debuterade i Tauron Liga och spelade 10 matcher i serien under säsongen. Chemik Police vann under säsongen både det polska mästerskapet och den polska cupen. Inför säsongen 2022/2023 gick Żurawska till Roleski Grupa Azoty PWSZ Tarnów.

## Klubbar
Ungdomsklubbar
- Orzeł Malbork (2014–2017)
- SMS PZPS Szczyrk (2014–2017)

Seniorklubbar
- Joker Mekro Energoremont Świecie (2017–2020)
- Grupa Azoty Chemik Police (2020–2022)
- Roleski Grupa Azoty PWSZ Tarnów (2022–)

## Meriter

### Klubblag
Orzeł Malbork
- Polska U19-mästerskapet:  Brons 2017[16]

Joker Mekro Energoremont Świecie
- I liga:  Guld 2019[11], 2020[12]

Grupa Azoty Chemik Police
- Polska mästerskapet:  Guld 2021, 2022
- Polska cupen:  Guld 2021[17]

### Individuellt
- 2017 – Polska U19-mästerskapet: Bästa libero[18]